# فرانك إدواردز (كاتب)
فرانك إدواردز (بالإنجليزية: Frank Edwards)‏ هو كاتب مقالات وصحفي وكاتب أمريكي، ولد في 4 أغسطس 1908 في ماتون في الولايات المتحدة، وتوفي في 23 يونيو 1967.

## وصلات خارجية
- فرانك إدواردز على موقع ديسكوغز (الإنجليزية)